# San Nicolás de los Arroyos (município)
San Nicolás de los Arroyos é um partido (município) da província de Buenos Aires, na Argentina. Possuía, de acordo com estimativa de 2019, 154.520 habitantes.